# 櫛笥隆督

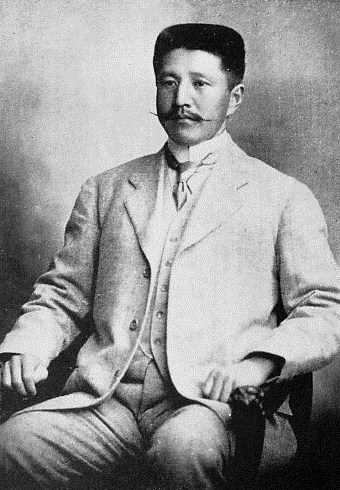
櫛笥隆督

櫛笥 隆督（くしげ たかまさ、1875年（明治8年）8月25日 - 1945年（昭和20年）8月28日）は、明治から昭和期の日本の宮内官、政治家、華族。貴族院子爵議員。

## 経歴
櫛笥家当主・櫛笥隆義の長男として生まれ、1883年（明治16年）5月24日、父の隠居に伴い家督を継承。父は阿野公誠子爵の子で養子となっている。1884年（明治17年）7月8日、子爵を叙爵した。
1885年（明治18年）宮中内竪に就任。その後退官して、日露戦争に従軍。また、日本産銅社長を務めた。
1911年（明治44年）7月10日、貴族院子爵議員に選出され、研究会に所属して活動し、1932年（昭和7年）7月9日まで3期在任した。

## 栄典
- 1931年（昭和6年）1月16日 - 正三位[8]

## 親族
- 妻 きち（藤川三渓六女、1907年11月結婚）[1][3]
- 長男 隆智（子爵、掌典）[1]